# Юность Сида
«Юность Сида» (исп. Las mocedades del Cid) — историческая драма испанского драматурга Гильена де Кастро, написанная между 1605 и 1615 годами и рассказывающая о герое Реконкисты. Основным источником сюжетного материала для автора стали испанские романсы, основой интриги — коллизии, связанные с долгом и любовью.
«Юность Сида» стала самым знаменитым произведением Кастро. Её использовал Пьер Корнель при работе над своей трагедией «Сид» (1636). Он позаимствовал у Кастро 72 лучших стиха. Из-за этого враги Корнеля позже обвиняли его в плагиате.